# Monts Slieve Mish
Les monts Slieve Mish (Slieve Mish Mountains en anglais, Sliabh Mis en irlandais) sont un massif montagneux du comté de Kerry en Irlande.

## Géographie

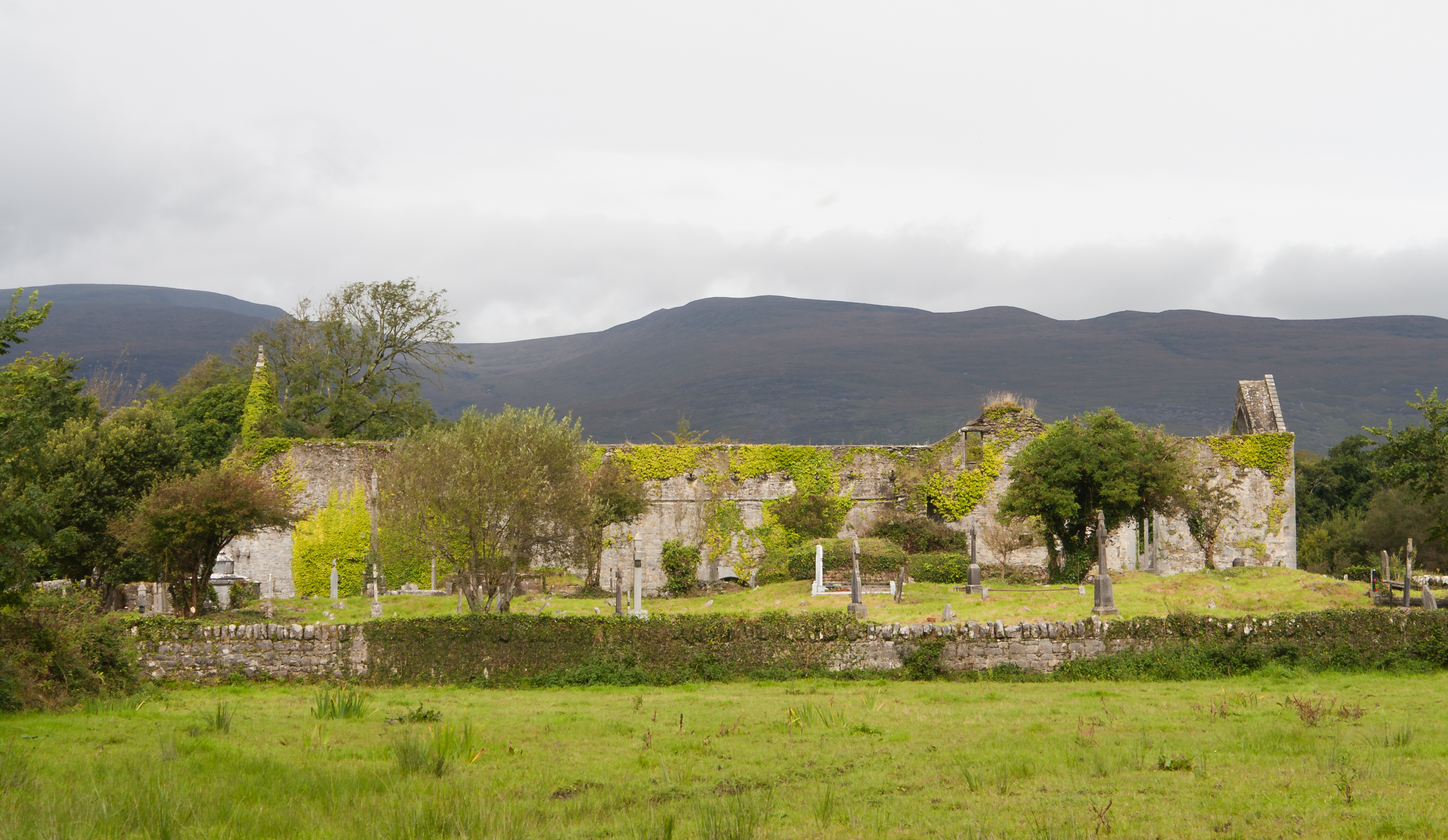
Ruines du prieuré St. Mary de Bello Loco avec en arrière-plan le versant sud des monts Slieve Mish.

Surplombant la baie de Tralee au nord et la baie de Dingle au sud, le massif s'étend sur environ 19 km d'est en ouest. Débutant au sud de Tralee, les montagnes s'étendent vers la péninsule de Dingle avant de se terminer en une série de collines de basse altitude et de vallées. Les monts Slieve Mish constituent une chaîne relativement étroite, s'étendant sur seulement 7 km du nord au sud.
Constituées de grès, les montagnes ont été remodelées par les glaciers lors de la dernière glaciation. On y trouve notamment des vallées glaciaires ainsi que des cirques.
Le point culminant du massif est le Baurtregaum (Barr Trí gCom), atteignant une altitude de 851 m. Parmi les autres sommets, on retrouve le Gearhane (An Géarán) atteignant 792 m et le Caherconree (Cathair Conraoi) s'élevant à 835 m.